# Andrea Blas
Andrea Blas Martínez (Zaragoza, 14 de febrero de 1992) es una jugadora española de waterpolo.
Es una waterpolista del EW Zaragoza e internacional absoluta con la selección española, con la que se ha proclamado subcampeona olímpica en los Juegos Olímpicos de Londres 2012 y 2 de agosto de 2013 logró la medalla de oro en los campeonatos del Mundo de Natación de Barcelona 2013. 
Con la selección sub-20, se proclamó campeona del mundo en el Campeonato Mundial Júnior de 2011.

## Palmarés deportivo
Selección española
- Medalla de oro en los campeonatos del Mundo de Natación de Barcelona 2013.
- Medalla de plata en los Juegos Olímpicos de Londres 2012
- Campeona del Torneo Preolímpico de Trieste (2012)
- 5ª en los Campeonatos de Europa Eindhoven (2012)
- Campeona del Mundial Júnior en Trieste (2011)
- Bronce en el Europeo Juvenil de Grecia (2007)

## Reconocimientos y distinciones
- El Real Zaragoza homenajeó a Andrea Blas, ya que ella fue la encargada de realizar el saque de honor en La Romareda en un encuentro contra el Málaga.[1]
- El equipo de fútbol femenino Prainsa de Zaragoza también la homenajeó al encargarle el saque.[2]
- Medalla de Bronce de la Real Orden del Mérito Deportivo, otorgada por el Consejo Superior de Deportes (2013)
- Medalla de Plata de la Real Orden del Mérito Deportivo, otorgada por el Consejo Superior de Deportes (2014)